# 実存論的解釈
実存論的解釈（じつぞんろんてきかいしゃく、独: Existentiale Interpretation）は、ルドルフ・ブルトマンが唱えた聖書解釈法。実存哲学の概念に依って『新約聖書』を解釈しようとする主張および方法である。